# Фокс-Фарм-Колледж (Вайоминг)
Фокс-Фарм-Колледж (англ. Fox Farm-College, Wyoming) — статистически обособленная местность, расположенная в округе Ларами (штат Вайоминг, США) с населением в 3272 человека по статистическим данным переписи 2000 года.

## География
По данным Бюро переписи населения США статистически обособленная местность Фокс-Фарм-Колледж имеет общую площадь в 8,81 квадратных километров, водных ресурсов в черте населённого пункта не имеется.

## Демография
По данным переписи населения 2000 года в Фокс-Фарм-Колледж проживало 3272 человека, 809 семей, насчитывалось 1283 домашних хозяйств и 1405 жилых домов. Средняя плотность населения составляла около 377 человека на один квадратный километр. Расовый состав Фокс-Фарм-Колледж по данным переписи распределился следующим образом: 88,54 % белых, 1,34 % — чёрных или афроамериканцев, 1,56 % — коренных американцев, 0,28 % — азиатов, 0,09 % — выходцев с тихоокеанских островов, 3,27 % — представителей смешанных рас, 4,92 % — других народностей. Испаноговорящие составили 12,62 % от всех жителей статистически обособленной местности.
Из 1283 домашних хозяйств в 34,9 % — воспитывали детей в возрасте до 18 лет, 42,6 % представляли собой совместно проживающие супружеские пары, в 15,0 % семей женщины проживали без мужей, 36,9 % не имели семей. 28,7 % от общего числа семей на момент переписи жили самостоятельно, при этом 7,4 % составили одинокие пожилые люди в возрасте 65 лет и старше. Средний размер домашнего хозяйства составил 2,45 человек, а средний размер семьи — 3,02 человек.
Население статистически обособленной местности по возрастному диапазону по данным переписи 2000 года распределилось следующим образом: 27,5 % — жители младше 18 лет, 14,0 % — между 18 и 24 годами, 30,0 % — от 25 до 44 лет, 20,1 % — от 45 до 64 лет и 8,4 % — в возрасте 65 лет и старше. Средний возраст жителей составил 31 год. На каждые 100 женщин в Фокс-Фарм-Колледж приходилось 102,4 мужчин, при этом на каждые сто женщин 18 лет и старше приходилось 99,7 мужчин также старше 18 лет.
Средний доход на одно домашнее хозяйство в статистически обособленной местности составил 26 984 доллара США, а средний доход на одну семью — 29 265 долларов. При этом мужчины имели средний доход в 23 860 долларов США в год против 23 924 доллара среднегодового дохода у женщин. Доход на душу населения в статистически обособленной местности составил 15 099 долларов в год. 16,8 % от всего числа семей в округе и 22,0 % от всей численности населения находилось на момент переписи населения за чертой бедности, при этом 36,8 % из них были моложе 18 лет и 9,8 % — в возрасте 65 лет и старше.